# Brutus (grup musical)
Brutus és una banda de posthardcore belga de la província de Brabant Flamenc (Bèlgica).

## Història
Els membres de Brutus es van conèixer tocant en diferents grups al voltant de Lovaina. Stefanie Mannaerts (bateria i veu) i Peter Mulders (baix) van tocar junts a Refused Party Program, una banda tribut de Refused, mentre que Stijn Vanhoegaerden i Stefanie formaven part de la banda Starfucker.
El 2014 i el 2015, Brutus va tocar a diversos festivals, com ara Pukkelpop, Rock Herk i Dour Festival. El 2016, la banda va marxar a Vancouver per gravar el seu àlbum de debut amb l'ajuda de Jesse Gander. L'àlbum de debut BURST va ser publicat per Hassle Records (UE) i Sargent House (EUA i arreu del món). Van publicar el seu segon àlbum Nest el 2019.
Brutus publicaria un àlbum en viu el 23 d'octubre de 2020 "Live in Ghent", enregistrat al concert el 29 de maig de 2019 a Ghent (Bèlgica).

## Discografia

### Àlbums d'estudi
- Burst (2017)
- Nest (2019)
- Live In Ghent (2020)
- Unison Life (2022)

### EPs
- Brutu Guru (2015) - Àlbum compartit amb The Guru Guru.[4]

### Singles
- "All Along" (2016)
- "Drive" (2017)
- "Horde II" (2017)
- "Justice de Julia II" (2018)
- "War" (2019)
- "Cemetery" (2019)
- "Django" (2019)
- "Sand" (2020)
- "Dust" (2022)[5]